# Ancistrota
Ancistrota este un gen de molii din familia Saturniidae. 

## Specii
- Ancistrota plagia Hubner, 1819